# Танцьор със сенките
„Танцьор със сенките“ (на английски: Shadow Dancer) е британско-ирландско драматичен филм от 2012 г. на режисьора Джеймс Марш, по сценарий на Том Брадби, базиран на едноименния му роман през 1998 г. Премиерата на филма е във Филмовия фестивал в Сънданс през 2012 г. и е прожектиран извън конкуренцията на 62-ият международен филмов фестивал в Берлин през февруари 2012 г.